# Stephan Engels
Stephan Engels (Niederkassel, 6 september 1960) is een (West-)Duits voormalig voetballer en voetbalcoach die speelde als middenvelder.

## Carrière
Engels maakte zijn debuut voor 1. FC Köln in 1978 en speelde bijna heel zijn carrière voor de club, hij won met de club de beker in 1983, hij scoorde toen ook de meeste doelpunten in de beker. Van 1989 tot 1990 speelde hij nog voor stadsgenoot Fortuna Köln.
Hij speelde acht interlands voor West-Duitsland waar mee hij deelnam aan het WK voetbal 1982 waar ze tweede werden.
Na zijn spelerscarrière was hij jeugdcoach bij 1. FC Köln en trainde de club ook kort, hij vervulde allerlei functie bij de club zoals assistent-coach en scout wanneer hij geen jeugdcoach was. In 2004 was hij hoofdcoach van stadsgenoot SCB Viktoria Köln. Sinds 2010 is hij voorzitter bij TuS Mondorf. Daarnaast is hij ook actief als spelermakelaar.

## Privéleven
Zijn zoon Mario Engels en diens neef Lucas Musculus zijn ook voetballers.

## Erelijst
- 1. FC Köln
  - DFB-Pokal: 1983

1 Schumacher ·
2 Briegel ·
3 Breitner ·
4 K. Förster ·
5 B. Förster ·
6 Dremmler ·
7 Littbarski ·
8 Fischer ·
9 Hrubesch ·
10 Müller ·
11 Rummenigge  ·
12 Hannes ·
13 Reinders ·
14 Magath ·
15 Stielike ·
16 Allofs ·
17 Engels ·
18 Matthäus ·
19 Hieronymus ·
20 Kaltz ·
21 Franke ·
22 Immel ·
Coach: Derwall